# Glyphidops carrerai
Glyphidops carrerai är en tvåvingeart som beskrevs av Aczel 1961. Glyphidops carrerai ingår i släktet Glyphidops och familjen Neriidae. Inga underarter finns listade i Catalogue of Life.